# Arte micénica

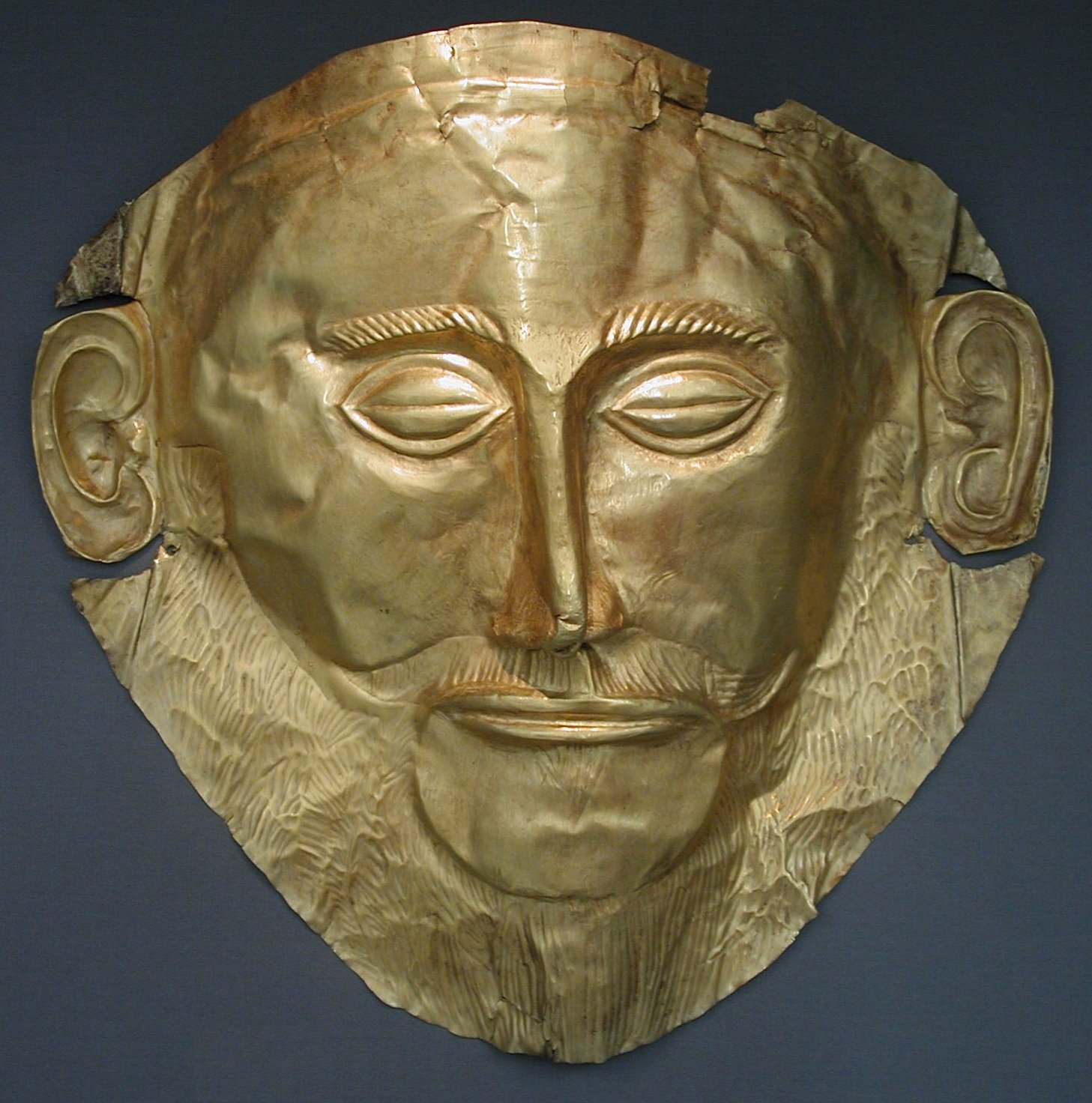
Máscara funerária, que é, por vezes, atribuída a Agamémnon, 1500 a.C., 26 cm de altura, Museu Arqueológico Nacional de Atenas.

A arte micénica (ou micênica na ortografia brasileira) refere-se à arte dos aqueus, um povo que se estabeleceu na costa sudoeste da Grécia entre aproximadamente 1600 e 1100 a.C., no período final da Idade do Bronze. Os seus habitantes formam vários núcleos agrupados em torno de palácios, sendo o centro mais importante o de Micenas, nome que cunha a Civilização Micénica. A sua produção artística recebe diversas influências sendo a da Civilização Minoica (Creta) a mais evidenciada. Do Antigo Egipto recebem também influência relacionada com o culto dos mortos, nomeadamente no que diz respeito à construção de câmaras funerárias em pedra.
Deste período são de referir o primoroso trabalho em metal e a joalharia que recebem  grande herança minoica no tratamento formal e na técnica, se é que não terão mesmo sido produzidos por artesãos vindos de Creta. Os mais relevantes achados arqueológicos originam das câmaras funerárias descobertas em 1876 em Micenas por Heinrich Schliemann, onde se englobam punhais com incrustações, ornamentos para indumentária, diademas e as famosas máscaras funerárias em ouro que serviam para cobrir o rosto do falecido, a mais famosa é a erroneamente atribuída ao rei Agamémnon.
No repertório formal dominam, em geral, cenas de caça e a representação de animais como golfinhos, cobras, pássaros, touros e principalmente felinos (leão, leopardo, etc) onde é regra aparecerem com as patas dianteiras e traseiras esticadas, símbolo de movimento. Também são comuns elementos da flora marítima e a espiral, elemento decorativo muito usado, mesmo associado à arquitectura.

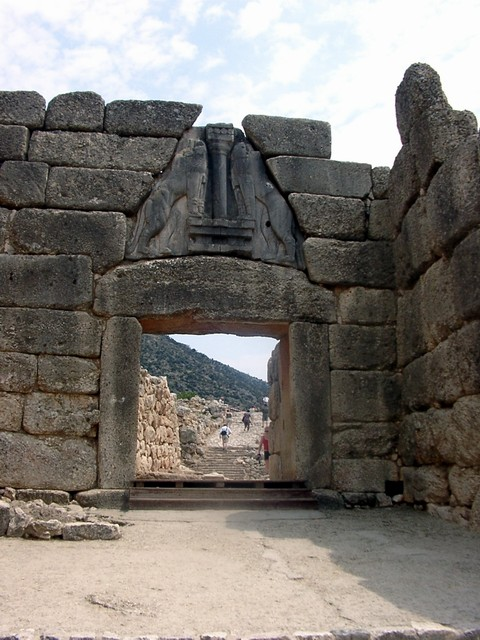
Porta dos Leões, Micenas.

A escultura não é comum, sendo possível que alguma produção em madeira tenha desaparecido com o tempo. No entanto são conhecidas terracotas representando deusas do lar (phi e psi). A escultura pode também aparecer associada à arquitectura, como no caso da Porta dos Leões em Micenas, onde se vêm dois leões virados para uma coluna micénica inseridos na muralha defensiva. Neste exemplo são notórias semelhanças com a tradição da escultura mesopotâmica pela imponência e severidade formal.
Contrariamente à arquitectura minoica, a micénica possui um forte sentido militar onde se observam fortalezas rodeadas de muralhas edificadas em pedra com grande precisão. O palácio divide-se em três áreas simples; um pórtico com duas colunas leva à antecâmara que antecede a grande sala de audiências, rectangular e com quatro colunas a envolver uma lareira central circular.
Afrescos micênicos foram encontrados em palácios, em cidades como tais como Tirinto e Pilo. Eles representam o que pode ter sido um grande ciclo mural. Entre os temas destes murais estavam cenas do cotidiano e descrições do mundo natural. A arte, em comparação com a dos minoicos, era solene.
A arte micênica e a arte minoica forma as ancestrais da arte grega.